# نیش یوتینگ
نیش یوتینگ (انگلیسی: Fang Yuting؛ زادهٔ ۲۱ december ۱۹۸۹ (۳۵ سال)) ورزشکار تیراندازی با کمان اهل چین است.
وی در مسابقات کشوری و بین‌المللی در مجموع برندهٔ ۱ مدال نقره شده‌است.